# Св. св. Кирил и Методий (Будапеща)
Вижте пояснителната страница за други значения на Св. св. Кирил и Методий.
„Св. св. Кирил и Методий“ е православна църква в Будапеща, Унгария. Тя е главният храм на Българската православна църква в Унгария, която е част от Западно- и средноевропейската епархия на Българската православна църква.
Носи името на българските светци и създатели на славянската азбука Кирил и Методий, които римокатолическата църква канонизира като светци-защитници на Европа.
Дружеството на българите в Унгария подема инициативата за изграждане на църковен храм и ново училище. През 1930 г. Будапещенската столична община подарява на българската общност поземлен парцел на улица „Вагохид“ в район Ференцварош. Скоро започва строежът на църквата, след година е готова. Средствата за строежа са осигурени изцяло от живеещите в Унгария българи, като от даренията им са събрани 70 хиляди пенгьо.
Основният камът на храма е положен на 31 май 1931 година от епископ Борис Стобийски.
Църквата е планирана от големия унгарски архитект от началото на ХХ век Аладар Аркаи. В неговото творчество строежът на култови сгради заема значително място. От 7-те църкви, построени по негови проекти, българската е последна по време. При нейното създаване той взема за образец прочути български църкви, като катедралата „Св. Александър Невски“ в София и църквата в Бачковския манастир. По неговия проект тя е трикорабен византийски храм с купол, в която намираме главните архитектурни елементи на източноправославното богослужение. Тя е единствената в Будапеща сграда във византийски стил.
Архитектът изгражда църквата с изтънчен вкус и естетическо чувство и съчетава ранната модерна архитектура с традициите на българското строително изкуство, за да постигне строга и изискана външност. От вътрешността на църквата най-забележителен е купола, на който иконостасът, пренесен там след 1930 г. от параклиса на ул. „Лоняи“, и изящните свещници придават допълнителна красота. В плановете на архитекта е бил включен и строежът на училищна сграда, обхващаща от 3 страни църквата. Но мечтаният от Аладар Аркаи комплекс не е завършен.
По време на войната сградата понася значителни щети и днес нейният външен вид е изменен: липсва покривът с керемиди и цветните стъкла на прозорците.